# Quintilla
Die Quintilla (spanisch „Fünfzeiler“) ist in der spanischen Verslehre eine Strophenform aus fünf sogenannten spanischen Trochäen, also alternierenden Achtsilblern. Das Reimschema ist meist [ababa], aber auch [abbab], [abaab] oder [aabba] kommen vor.
In der volkstümlichen Dichtung werden statt Reimen Assonanzen verwendet.
Sonderformen der Qintilla entstehen durch Ersetzung einzelner achtsilbiger Verse (meist der zweite oder fünfte) durch Fünfsilbler.
Beispiel:
El aire se serena

y viste de hermosura y luz no usada,

Salinas, cuando suena

la música extremada

por vuestra sabia mano gobernada.
Übersetzung:
Wie heiter wird, wie klar

und jugendschön und licht, was uns umringt,

Salinas, wunderbar

wenn die Musik erklingt,

von deiner kunsterfahrnen Hand beschwingt.
Siehe auch:
- Seguidilla